# 小扭叶藓
小扭叶藓（学名：Trachypus humilis）为扭叶藓科扭叶藓属下的一个种。种加名 humilis 意为“低矮的”。